# Sarracenia oreophila
Sarracenia oreophila (tên trong tiếng Anh: green pitcherplant) là một loài thực vật măm thịt trong chi Sarracenia. Những chiếc lá được chuyên biệt hóa của nó biến thành những chiếc bình (pitcher) bẫy con mồi. "Bình" có thể cao đến 75 cm (tính từ mặt đất lên), chu vi miệng bình từ 6 đến 10 cm. Như mọi loài của Sarracenia, nó có nguồn gốc từ Tân Thế giới. Sarracenia oreophila là loài bị đe dọa nhất chi Sarracenia, phạm vi phân bố của nó bị giới hạn tại vài vùng thuộc miền bắc Alabama, Bắc Carolina, Georgia, và Tennessee.

## Săn mồi

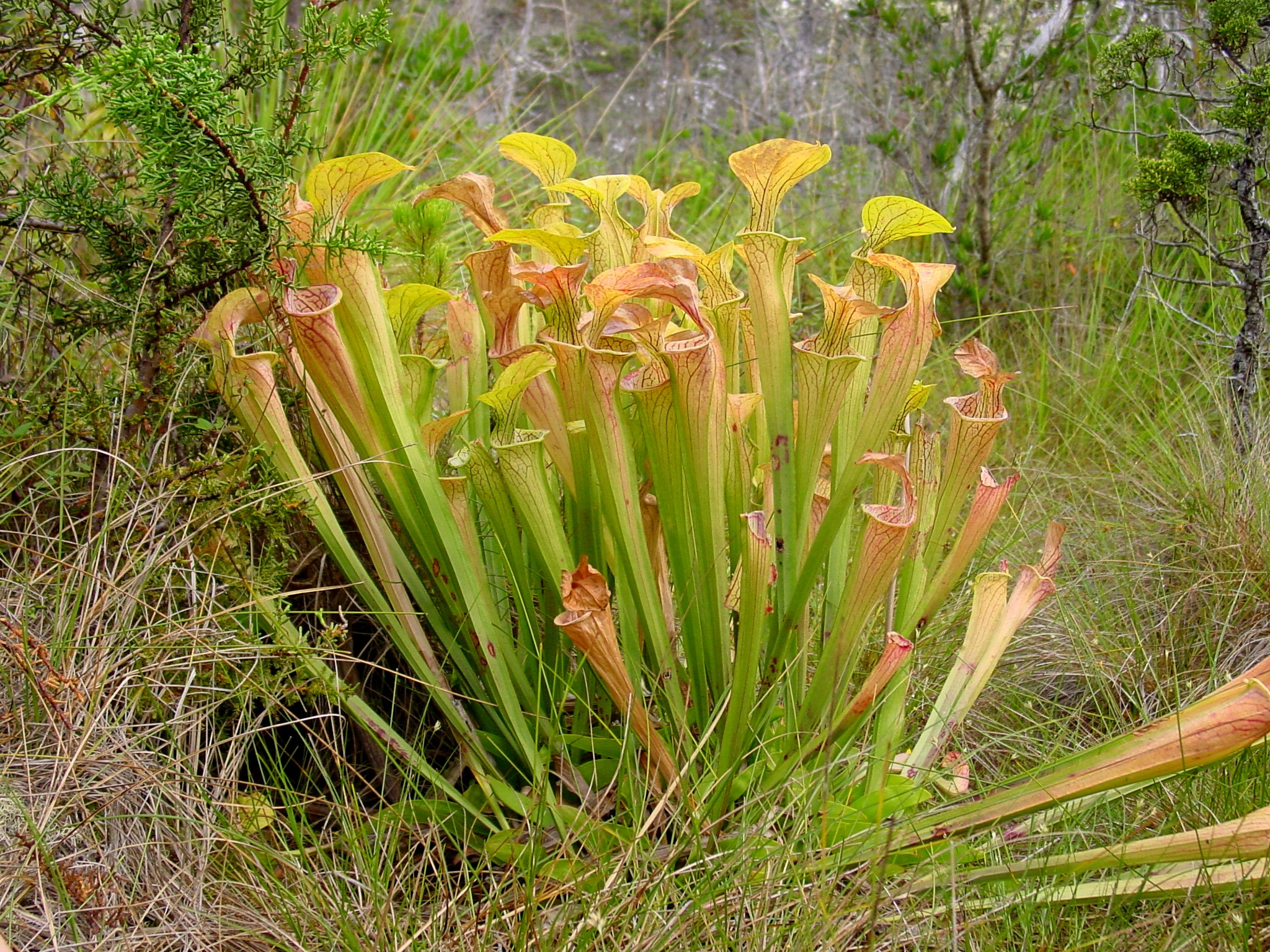
Những chiếc lá hình ống của Sarracenia oreophila thu hút và tiêu hóa côn trùng

Như mọi thành viên khác của Sarracenia, S. oreophila bẫy côn trùng bằng một chiếc lá cuốn hình ống với những dịch tiêu hóa ở đáy bình. Bình của chúng tương tự như của Sarracenia flava, nhưng phần miệng rộng hơn và chiều dài ngắn hơn, thông thường chỉ đạt 60 cm. (24 in). Lá có một phần loe ra thành "nắp đậy", làm giảm lượng nước mưa chảy vào bình và làm loãng dịch tiêu hóa bên trong. Phần trên bình phủ lông ngắn, cứng, chỉa xuống. Côn trùng lớn (như tò vò) đôi khi có thể thoát khỏi bình.

## Các giống
The International Carnivorous Plant Society cho rằng có ba giống:
- S. oreophila 'Don Schnell'
- S. oreophila 'Heavily Veined'
- S. oreophila 'Sand Mountain'

Giống 'Don Schnell' đáng tiếc đã tuyệt chủng—mẫu vật duy nhất chết trong một đợt dịch nhà kính.